# Carlos Andrade
Carlos Eduardo Fernandes Vieira de Andrade (Ilha do Sal, 27 aprile 1978) è un ex cestista capoverdiano naturalizzato portoghese.
È il fratello di Mery Andrade.

## Carriera
Con il Portogallo ha disputato i Campionati europei del 2011.

## Palmarès
- Campionati portoghesi: 5

Porto: 2004, 2011
Benfica: 2013, 2014, 2015
- Coppa di Portogallo: 8

Porto: 2004, 2010, 2012
Queluz: 2005
Benfica: 2014, 2015, 2016, 2017